# Meunye Pirak
Meunye Pirak is een bestuurslaag in het regentschap Aceh Utara van de provincie Atjeh, Indonesië. Meunye Pirak telt 85 inwoners (volkstelling 2010).